# Barrelen
Barrelen ist eine chemische Verbindung aus der Gruppe der ungesättigten bicylischen aliphatischen Kohlenwasserstoffe. Der Name wurde 1960 im Zuge der Veröffentlichung der Erstsynthese von Howard Zimmerman wegen der tonnenförmigen Form (englisch: Barrel) der π-Elektronenwolke geprägt.

## Synthese
Die Synthese von Barrelen geht von Cumalinsäure 1 aus, die kupferkatalysiert bei 650 °C im Vakuum zum 2-Pyron 2 decarboxyliert. Umsetzung mit Methylvinylketon 3 in einer decarboxylierenden zweifachen Diels-Alder-Reaktion ergibt zusammen mit isomeren Nebenprodukten das bicyclische Diketon 4. Mit Hydroxylamin wird diese Verbindung in das Dioxim 5 überführt. Das Dioxim wird mit p-Tosylchlorid zum Ditosylat derivatisiert, das unter alkalischen Bedingungen in einer Beckmann-Umlagerung in das Diamid 6 übergeht. Durch alkalische Hydrolyse des Diamids erhält man das Diamin 7. Dieses wird mit Methyliodid und Natriumhydroxid in den Bis(trimethylammonium)bicyclus 8 überführt. Durch eine doppelte Hofmann-Eliminierung erhält man im letzten Schritt das Barrelen 9.
Eine Variante dieser Synthese besteht in der Verwendung von Acrylsäuremethylester anstelle des Methylvinylketons als Dienophil.

## Eigenschaften
Bei der Bromierung von Barrelen in Tetrachlorkohlenstoff nimmt die Verbindung eine äquimolare Menge Brom auf und es bildet sich ein einfach ungesättigtes tricyclisches Dibromid. Bei der katalytischen Hydrierung erhält man das gesättigte Bicyclo[2.2.2]octan
Durch photochemische Isomerisierung von Barrelen erhält man das Valenzisomer Semibullvalen und als Nebenprodukt Cyclooctatetraen. Bei dieser Reaktion handelt es sich um eine Di-π-Methan-Umlagerung.